# Puente Navea
Puente Navea (llamada oficialmente A Ponte Navea) es una aldea actualmente despoblada, situada en la parroquia de Río, del municipio español de Río, en la provincia de Orense, Galicia.

## Toponimia
La aldea también es conocida por el nombre de A Ponte.

## Demografía
| Gráfica de evolución demográfica de Puente Navea entre 2000 y 2023 |
|                                                                    |
| Datos según el nomenclátor publicado por el INE.                   |